# 日野康子
日野 康子（ひの やすこ、応安2年（1369年） - 応永26年11月11日（1419年11月28日））は、室町幕府第3代将軍・足利義満の室。女院北山院。父は日野資康。住居にちなんで南御所とも称された。妹の日野栄子は4代将軍となった足利義持の正室で第5代将軍・義量の生母。弟に裏松重光らがいる。

## 生涯
1394年（応永元年）ころ（1405年との説有り。日野業子を参照。）に日野業子（康子の叔母）に先立たれた足利義満の後妻となり、北山第南御所に住したことから南御所と称された。1406年（応永13年）後円融天皇の側室（事実上の正妻）で後小松天皇の生母である通陽門院三条厳子の死後、義満は、後小松は即位後に父の後円融を亡くしており、さらに母の通陽門院を亡くせば、天皇1代のうちに諒闇を2度経験することになり、過去の例（四条天皇・後醍醐天皇）が不吉であることから、准母を立てて諒闇を回避すべきだと主張した。関白・一条経嗣や重光ら側近たちが義満の意向を受けて奔走し、康子はまず後小松の准母とされ、翌1407年（応永14年）に准三宮となり、さらに北山院の院号を宣下されて女院となった。1408年に義満が没した後、跡を継いだ義持は実妹の夫であったが康子とは疎遠であったらしく（『兼宣公記』応永24年正月10日条によれば、康子の兄弟であった僧侶の処遇を巡って康子と義持が衝突した後に不仲になったという）、義持による義満の朝廷政策の否定の影響もあって、康子の葬儀は女院としての格式では挙行されなかった。康子の死後わずか1ヶ月で御所としていた南御所は解体され、所領も後小松天皇に返還された。